# Tomás Liberato Perón
Tomás Liberato Perón Hughes (Buenos Aires, 17 de agosto de 1839-Ramos Mejía, 1 de febrero de 1889) fue un médico argentino, catedrático de Clínica médica en la Universidad de Buenos Aires y legislador provincial de la provincia de Buenos Aires. Fue abuelo de Juan Domingo Perón, tres veces presidente de la Nación Argentina.

## Familia
Tomás Liberato Perón Hughes nació el 17 de agosto de 1839 en la ciudad de Buenos Aires, Argentina. Fue hijo de Tomás Mario Perón (1803-1856), un genovés nacido en el Reino de Cerdeña que inmigró a la Argentina en 1831, y de su esposa Ana Hughes McKenzie (1815-1877), una británica nacida en Londres.
Desde 1867 –poco después de haberse recibido de médico– Tomás Liberato mantenía una relación amorosa con la uruguaya Dominga Dutey Bergouignan (1844-1930), nacida en Paysandú, con quien convivía sin casarse. La pareja recién contrajo matrimonio en 1881. El matrimonio se instaló en una casaquinta de la localidad bonaerense de Ramos Mejía. Era hija de Jean Dutey, cordonero, y de su esposa Vicenta Bergouignan, ambos vascofranceses, oriundos de Baigorry, y nieta paterna de Jean Dutey, encargado de cabaret y curtidor, y de su esposa Gracianne Dorre, de origen francés.
Fruto de este matrimonio nacieron tres hijos varones: Mario Tomás, Tomás Hilario y Alberto. Con el correr de los años, el hijo mayor de Tomás Liberato, Mario Tomás, conocería a Juana Salvadora Sosa, con quien tendría a su vez tres hijos. Entre ellos, el presidente argentino Juan Domingo Perón.

## Biografía

### Formación
Liberato Perón comenzó sus estudios en ciencias médicas en 1860 y se graduó siete años después, en 1867. Antes de finalizar sus estudios fue convocado, junto con otros estudiantes avanzados, a brindar asistencia médica a los heridos de la Guerra del Paraguay.

### Carrera
En 1863 comenzó su tarea docente en la cátedra de Química de la Facultad de Medicina. En 1868 asumió como legislador provincial de la provincia de Buenos Aires, cargo desde el cual impulsó varios proyectos vinculados con la salud pública, entre ellos la reestructuración del Consejo de Higiene Pública. En 1870 fue el primer docente que tuvo a su cargo la cátedra de Medicina Legal en la Facultad de Derecho. Fue miembro titular de la Academia Nacional de Ciencias Exactas, Físicas y Naturales.
Durante los primeros meses de 1871, se produjo en Buenos Aires una epidemia de fiebre amarilla. Liberato Perón formó entonces parte de los equipos médicos que combatieron la enfermedad. Dado que en ese momento parte del agua para el consumo de la población se extraía del Riachuelo, integró un equipo dedicado a prohibir que los saladeros ubicados sobre sus riberas arrojaran sus efluentes en el curso de agua.

### Vida política[10]
En el transcurso de 1867, el ministro de gobierno, Nicolás Avellaneda, lo designó médico parroquial de San Miguel Arcángel en la ciudad de Buenos Aires.
En las elecciones del día 29 de marzo de 1868 fue elegido como representante por la parroquia San Miguel, Diputado de la Legislatura de Buenos Aires por el partido de su amigo, el general Bartolomé Mitre. Junto con él, fueron también elegidos Carlos Casares, Santiago Larrosa, José María Moreno, José Evaristo Uriburu, y otros preclaros hombres de la sociedad política y cultural de entonces. Su mandato finalizó el 25 de octubre de 1869.
El Poder Ejecutivo Nacional, con la firma del presidente Domingo F. Sarmiento y del ministro Amancio Alcorta, le concedió el 13 de agosto de 1874 una subvención para perfeccionar sus estudios en Europa (principalmente estuvo en París, Francia), como premio por su actuación durante la epidemia de fiebre amarilla ocurrida en 1871.

### Fallecimiento
Debido a su debilitada salud, en sus últimos años se instaló en una casa de su propiedad en la localidad de Ramos Mejía, donde murió a causa de una enfermedad respiratoria.